# Jean-Baptiste Janssens
Jean-Baptiste Janssens (Malines, Bèlgica, 22 de desembre de 1889 - Roma, Itàlia, 5 d'octubre de 1964) va ser un sacerdot jesuïta belga i 27è General superior de la Companyia de Jesús entre 1946 i 1964.
Es formà a Hasselt i després a l'Institut St. Louis de Brussel·les. L'any 1907 va entrar al noviciat jesuïta de Drongen, a Gant, i el setembre de 1909 va fer els seus vots simples i perpetus. A Lovaina va ser ordenat sacerdot el 1919. Va continuar els seus estudis de Filosofia a la Universitat de Lovaina, on va obtenir un doctorat en Jurisprudència. Entre 1921 i 1923 va estudiar a la Pontifícia Universitat Gregoriana de Roma, on es va llicenciar en dret canònic. Després va exercir com a professor de dret canònic a la Universitat de Lovaina. El 1938 va ser nomenat provincial belga de l'orde dels Jesuïtes, havent ocupat anteriorment el rectorat de la Universitat de Lovaina. Com a provincial, també va visitar de les missions jesuïtes al Congo Belga. El 1945 va aixoplugar i amagar a la seva residència de Brussel·les un grup de nens jueus. Més endavant, aquest fet li va valdre el títol de Justos entre les Nacions.
El 1942, va morir el polonès Włodzimierz Ledóchowski, 26è de superior general de l'ordre, però la fúria de la guerra va impedir la celebració de l'assemblea general que havia de triar el seu successor, per la qual cosa la Companyia de Jesús va ser dirigida durant tres anys per el vicari Norbert de Boynes. En la XXIX Congregació General que es va reunir després del final del conflicte mundial, entre el 6 de setembre i el 23 d'octubre de 1946, el pare Jean-Baptiste Janssens va ser elegit com el 27è superior general.
El 5 d'octubre de 1964 va morir a Roma després de patir un ictus.